# Компас (компания)
«Компас» — российская компания, разработчик ERP-системы «КОМПАС», один из лидирующей шестерки российских вендоров ERP-систем по оценке еженедельника PCWeek/RE. На рынке делового программного обеспечения с 1991 года.
Помимо полнофункциональной ERP-системы в качестве отдельных программных продуктов, работающих в связке с программным обеспечением сторонней разработки, распространяются:
- HRM-система «КОМПАС: Управление персоналом». По данным аналитической компании TAdviser[2] по количеству реализованных публичных проектов в России HRM-система «КОМПАС: Управление персоналом» занимает 1-е место.
- CRM-система КОМПАС

С 2015-го «КОМПАС» также разрабатывает линейку мобильных приложений CompasBP (Black Pearl), в которую входит самые различные приложения, предназначенные для планирования рабочего времени, организации производственных совещаний, инвентаризации имущества, складского учета, логистики, программ лояльности, учета горючего, игра BP JokerKnight и др.
По данным Cnews Analytics
 ERP-система «КОМПАС» занимает по числу реализованных в России проектов 1-е место в машиностроении и 3-е место в промышленности в целом.
Компания «КОМПАС» является победителем и лауреатом многочисленных конкурсов делового программного обеспечения. В частности она признана победителем конкурса «Бизнес софт» в номинациях «Учет труда и заработной платы» и «Автоматизация бухгалтерии среднего предприятия».
В 2007 проект по замене ERP-системы SAP R3 на ERP-систему «КОМПАС» на «Туламашзаводе» стал обладателем национальной премии в области ИТ CNews Awards в номинации «Эффективная промышленность»
.
Среди клиентов компании «Компас» ОАО «Силовые машины», ОАО «ОМЗ — Ижора», РосЕвроБанк, Красноармейкий НИИ механизации, Канонерский Судоремонтный завод, банк «Credit Suisse», ОАО «Спецмаш», Псковэнерго, НИТИ им. А. П. Александрова, РСМ Топ-Аудит, ОАО «Кемеровохлеб», Санкт-Петербургский Государственный Политехнический Университет, ГипроТрансСигналСвязь
, Северное управление строительства, Психоневрологический институт имени В.М. Бехтерева
, 
Белорецкий металлургический комбинат и многие другие
.
По результатам 2001—2003 и 2003—2005 годов «КОМПАС» дважды получила диплом «Gazelle Бизнеса» как одна из самых быстрорастущих и открытых компаний Петербурга.